# Hanne Gaby Odiele
Hanne Gaby Odiele (Cortrique, 8 de octubre de 1988) es una persona profesional del modelaje belga, célebre por haber trabajado para varias marcas como Dior, Vuitton e Yves Saint-Laurent.

## Biografía
Odiele es una persona de género no binario. Nació con síndrome de insensibilidad a los andrógenos y en su infancia se sometió a varias operaciones.
Comenzó su carrera como modelo tras conocer a Tom Van Dorpe en el festival Novarock de Cortrique.
En diciembre de 2006 tuvo un accidente automovilístico cuando se saltó un semáforo en rojo y volvió a trabajar para la campaña otoño-invierno 2008.
Se casó con el modelo Jean Swiatek en 2006 y residen en Chinatown (Manhattan).